# Timo Glock
Timo Glock, född 18 mars 1982 i Lindenfels, är en  tysk professionell racerförare och fabriksförare för BMW Motorsport i bland annat DTM. Han körde tidigare i Formel 1.

## Racingkarriär
Glock inledde sin karriär i det Tyska F3-mästerskapet, där han blev trea säsongen 2002. Efter det körde han ett år i F3 Euroseries, där han blev femma 2003.
Han blev sedan tredjeförare i formel 1-stallet Jordan säsongen 2004. Han fick dock ersätta stallets andreförare Giorgio Pantano i Kanadas Grand Prix 2004, då denne hade en kontraktstvist. Glock kom sjua i Kanada och fick sedan köra säsongens tre sista lopp efter att Pantano lämnat stallet.
Efter en kort tid i Champ Car i USA kom Glock tillbaka till Europa för att köra i GP2 säsongen 2006 och han vann sedan serien 2007 där han tog fyra segrar. Glock var även testförare för formel 1-stallet BMW och säsongen 2008 var han tillbaka i formel 1 som andreförare i Toyota. Han kom tvåa i Ungern 2008, vilket var hans första pallplats i F1.
Glock lyckades inte behålla sin femteplats i slutet av loppet i Brasilien 2008 utan blev passerad av Lewis Hamilton, som därmed tog VM-titeln före Felipe Massa.
Under kvalet till Japans Grand Prix 2009 gick styrningen på Glocks Toyota sönder. Glock kunde inte styra så han for rätt fram in i däcksbarriären i sista chikanen och fick en spricka i ryggraden. Därför kunde han inte delta i tävlingen efter (Brasilien 2009) så han blev ersatt av Toyotas reservförare Kamui Kobayashi.

## F1-karriär
| Säsong     | Stall/Tillverkare | Placering  | Lopp | Poäng | Etta | Tvåa | Trea | Pole | Varv |
| ---------- | ----------------- | ---------- | ---- | ----- | ---- | ---- | ---- | ---- | ---- |
| 2004       | Jordan-Cosworth   | 19         | 4    | 2     |      |      |      |      |      |
| 2008       | Toyota            | 10         | 18   | 25    |      | 1    |      |      |      |
| 2009       | Toyota            | 10         | 15   | 24    |      | 1    | 1    |      | 1    |
| 2010       | Virgin-Cosworth   | 25         | 19   | 0     |      |      |      |      |      |
| 2011       | Virgin-Cosworth   | 25         | 19   | 0     |      |      |      |      |      |
| 2012       | Marussia          | 20         | 20   | 0     |      |      |      |      |      |
| Sammanlagt | Sammanlagt        | Sammanlagt | 95   | 51    | 0    | 2    | 1    | 0    | 1    |

| 1. Ungern 2008 2. Singapore 2009 1. Malaysia 2009 1. Europa 2009 |